# Elipsometrie

Schéma elipsometrie

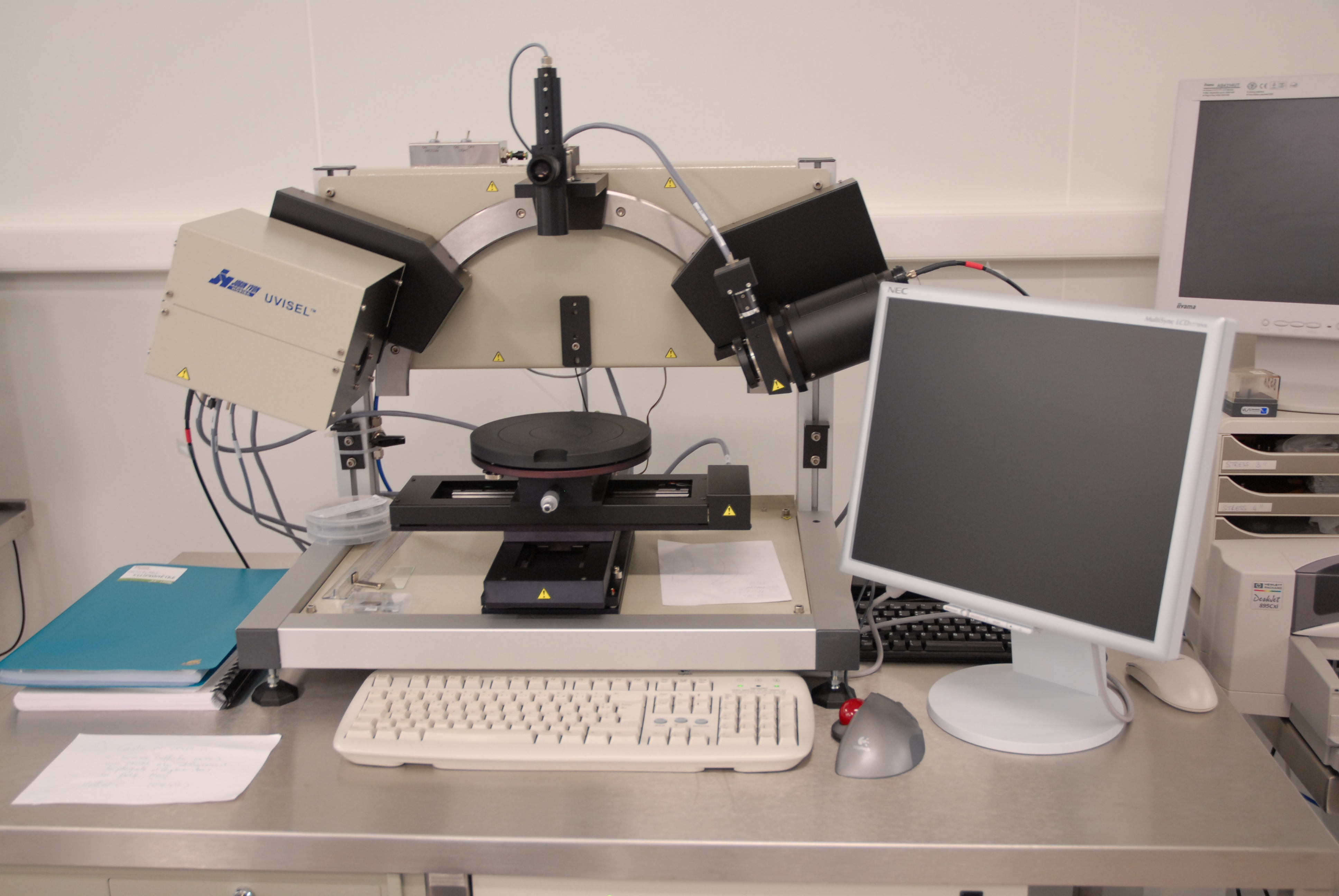
Spektroskopický elipsometr v UV-VIS-NIR oboru

Elipsometrie je optická metoda analýzy tenkých vrstev. Měřením změn polarizace světla při odrazu od vzorku lze určit zejména optické konstanty (index lomu a index absorpce) a tloušťky jednotlivých vrstev vzorku.
Základní princip elipsometrie poprvé použil Paul Drude. V nejjednodušší variantě jde o přímé měření optických konstant vzorku bez tenké vrstvy. Pro jednu vlnovou délku a jeden úhel dopadu svazku jsou získány dva parametry (Ψ a Δ) popisující změnu polarizace při odrazu od vzorku jako komplexní poměr odrazivosti p- a s- (k rovině dopadu paralelní a kolmé) složky polarizace.
{\displaystyle \rho ={\frac {r_{p}}{r_{s}}}=\tan(\Psi )e^{i\Delta }}
V takovém případě pak lze pomocí Fresnelových vztahů přímo spočítat obě složky indexu lomu materiálu vzorku.
Pro složitější vzorek je nutné vytvořit numerický model jeho optických vlastností a změny polarizace světla při odrazu od vzorku. Pak jsou parametry modelu vzorku upravovány (fitovány) tak, až vypočtené změny odpovídají naměřeným změnám. V tomto případě je určení optických parametrů vzorku nepřímé. Při tzv. zobecněné elipsometrii je možné analyzovat i optickou anizotropii vzorku. 
Elipsometrie nevyžaduje na rozdíl od spektrofotometrie referenční měření. Díky použití polarizovaného světla je výhodou elipsometrie malá citlivost vůči kolísání signálu a nevyžaduje ochranu před rozptýleným světlem. Pokud je použito více vlnových délek, jde o spektroskopickou elipsometrii. Je tím krom možnosti určení závislosti optických vlastností látky na vlnové délce také možné velmi zvýšit přesnost určení tloušťky i zvětšit obor její měřitelnosti (na ideálním vzorku u spektroskopické elipsometrie ve viditelném světle od sub-nanometrových tlouštěk po mikrometry). V praxi se též často používá měření při různých úhlech dopadu. Počet naměřených experimentálních bodů pak může být velmi vysoký (tisíce). Spolu s výpočetní náročností nelineárního fitování proto nastal hlavní rozvoj elipsometrie až s rozvojem počítačů.
Nejběžnější jsou elipsometry pracující s viditelným, ultrafialovým a infračerveným světlem. Existují však i přístroje pracující v různých oblastech elektromagnetického spektra od mikrovln po měkké rentgenové záření. Existují zobrazovací elipsometry, které dokáží určit parametry Ψ a Δ jako mapu pro celou zkoumanou plochu vzorku, obvykle však jen pro jednu vlnovou délku.
Příbuznou, jednodušší metodou je reflektometrie.